# Unshō Ishizuka
Unshō Ishizuka (石塚 運昇 Ishizuka Unshō?, Katsuyama, 16 de mayo de 1951-13 de agosto de 2018) fue un seiyū y narrador veterano. Estuvo afiliado a la agencia de talentos Aoni Production al momento de su muerte y era conocido por proporcionar la voz tanto del narrador como El Profesor Oak en la franquicia Pokémon. También se lo conocía por interpretar a Jet Black en Cowboy Bebop, Guld Goa Bowman en Macross Plus, Zabuza Momochi en Naruto, Bunta Fujiwara en Initial D, Van Hohenheim en Fullmetal Alchemist Brotherhood, Joseph Joestar (adulto) en JoJo's Bizarre Adventure, Kizaru en One Piece, entre otros.

## Filmografía

### Animes
- ACCA: 13-ku Kansatsu-ka (Kuvarum/Qualm)
- Ai Yori Aoshi (Padre de Mayu)
- After War Gundam X (Aimzat Kartral)
- Banana Fish (Dino Golzine)
- Beet the Vandel Buster (Beltorze)
- Berserk (1997) (Void)
- Berserk 2016 (Narrador)
- Blue Submarine 6 (Shidll Dedson)
- Chihayafuru (Harada Hideo)
- Cowboy Bebop (Jet Black)
- Devilman Lady (Katsumi Seta)
- Digimon Tamers (Vajramon)
- Dimension W (Narrador)
- Detective Conan (Ginzo Nakamori)
- Dragon Ball Kai (Mr. Satán)
- Dragon Ball Z: La batalla de los dioses (Mr. Satán)
- Dragon Ball Super (Mr. Satán,Casseral)
- Flame of Recca (Kūkai)
- Fullmetal Alchemist: Brotherhood (Van Hohenheim)
- Gintama (Kozenigata Heiji)
- Great Teacher Onizuka (Kizaki)
- Hajime no Ippo (Padre de Miyata)
- Hellsing (Peter Fergusson)
- Initial D (Bunta Fujiwara)
- JoJo's Bizarre Adventure: Stardust Crusaders (Joseph Joestar)
- Jormungand (Lehm Brick)
- Jūshinki Pandora (Kane Ibrahim Hasan) (ep. 1-25)
- Konjiki no Gash Bell!! (Gustav)
- Kaleido Star (Jerry)
- Last Exile (Godwin)
- Legend of the Galactic Heroes (Job Trünicht)
- Macross Plus (Guld Goa Bowman)
- Magic Kaito (Ginzo Nakamori)
- Magic Kaito 1412 (Ginzo Nakamori)
- Mashin Hero Wataru (Don Girara, Don Quixote, Muko Khan)
- Mazinger Z: Infinity (Dr. Hell)
- Mobile Suit Gundam 00 (Sergei Smirnov)
- Monster (Yarka, Narrador)
- Nana (Goro Komatsu)
- Naruto (Zabuza Momochi)
- One Piece (Shimotsuki Koushirou/Padre de Kuina) (Almirante Kizaru) (ep. 398-751)
- One Punch-Man (Carnage Kabuto) (ep. 3)
- Onihei Hankachō (Tanbei, ep 1)
- Osake wa Fūfu ni Natte kara (Mánager)
- Planetes (Locke Smith)
- Pokemon (Profesor Oak, narrador)
- Psycho-Pass: la película (Desmond Rutaganda)
- Rurouni Kenshin (Fuji)
- Sailor Moon Sailor Stars (Tetsuro Yoshinogawa/Sailor Chef)
- Samurai Champloo (Detective Nokogiri "The Saw" Manzō)
- Seisho Monogatari (David, Abimelech, Cyrus)
- Shingeki no Kyojin (Mr. Leonhardt)
- Shijō Saikyō no Deshi Kenichi (Shio Sakaki)
- Slam Dunk (Moichi Taoka)
- Sousei No Aquarion (Lensi)
- Space Dandy (Dr. Gel)
- Street Fighter II: The Animated Movie (Blanka)
- Sword Art Online Alternative Gun Gale Online (Narrador)
- Tekken: Blood Vengeance (Heihachi Mishima)
- Terra Formars (Sylvester Asimov)
- The Big O (Alex Rosewater)
- Trigun (Brilliant Dynamites Neon)
- Vandread (Rabat)
- Wolf's Rain (Quent Yaiden)
- Yu-Gi-Oh! (primer anime) (Gozaburo Kaiba)

### Videojuegos
- Asura's Wrath (Augus)
- BioShock (Andrew Ryan)
- Breath of Fire IV (Scias)
- Macross VF-X 2 (Gillian Angreat)
- Radiata Stories (Gerald)
- Resident Evil Revelations (Clive R. O'Brian)
- Rogue Galaxy (Deego Aegis)
- Star Ocean: Till the End of Time (Adray Lasbard)
- Street Fighter X Tekken (Heihachi Mishima)
- Serie de Super Smash Bros. (Metagross e Incineroar;este último en Ultimate)
- Tales of Phantasia (Trinicus Morrison, Edward Morrison)
- Tales of Rebirth (Eugene Gallardo)
- Tekken Tag Tournament 2 (Heihachi Mishima)
- Tekken 3D: Prime Edition (Heihachi Mishima)
- Tekken Revolution (Heihachi Mishima)
- Tekken 7 (Heihachi Mishima)
- Xenosaga Episode I: Der Wille zur Macht (Captain Matthews)
- Xenosaga Episode II: Jenseits von Gut und Böse (Captain Matthews)
- Xenosaga Episode III: Also sprach Zarathustra (Captain Matthews)

### CD dramas
- GetBackers (Lucifer)

### Doblaje
- Chicken Little (Mr. Woolensworth)
- Dr. Dolittle (Dr. Gene Reiss)
- House of Cards (Frank Underwood)
- Lilo & Stitch (Capitán Gantu)
- Leroy & Stitch (Capitán Gantu)
- Shrek 2 (Príncipe Encantador)
- Shrek Tercero (Príncipe Encantador)
- Superman Returns (Lex Luthor)
- Taken (Bryan Mills)
- Taken 2 (Bryan Mills)
- Ted 2 (Customer)
- The 100 (Thelonious Jaha)
- The Matrix Reloaded (Commander Lock)
- The Matrix Revolutions (Commander Lock)
- Transformers: Prime (Leland "Silas" Bishop)
- Wreck-It Ralph (General Hologram)